# Піщенко Микола Тимофійович
Микола Тимофійович Піщенко (Коля Піщенко) — юний герой оборони Севастополя 1854—1855 років.

## З біографії
Коля був сином матроса 2-ї статті 37-го флотського екіпажу Чорноморського флоту Тимофія Піщенка, який служив комендором на батареї Забудського (поблизу 5-го бастіону). Хлопчик перебував при батькові на батареї з самого початку оборони Севастополя. Він подавав батькові гарматні патрони. 27 березня 1855 року його батько загинув у бою, проте син продовжував допомагати захисникам фортеці відбивати ворожі атаки. Хлопчик воював на редуті Шварца, де удосконалювався в артилерійській стрільбі. Незабаром він набув досвіду і став славитися пильним оком і винятковою влучністю вогню. За час оборони жодного разу не був поранений. За влучність вогню був нагороджений срібною медаллю «За хоробрість» і Георгіївським хрестом.
По закінченні військових дій Коля Піщенко, будучи всього 13-річним хлопчиком, мав вже 11-річний стаж бойової служби, так як під час оборони Севастополя місяць служби зараховувався за рік, і чин унтер-офіцера. Він був переведений на Балтійський флот, до школи кантоністів Гвардійського екіпажу. У 1866 році був звільнений від служби в 22 роки, за вислугу років.

## Пам'ять
- 22 грудня 1954 року в Севастополі вулицю П'ятнадцяту перейменовано на вулицю Колі Піщенка. На будинку № 22 встановлена анотаційна дошка.
- Михайло Лезинський написав книгу про Колю Піщенка «Син бомбардира».